# Evangelische Kirche (Mörfelden)

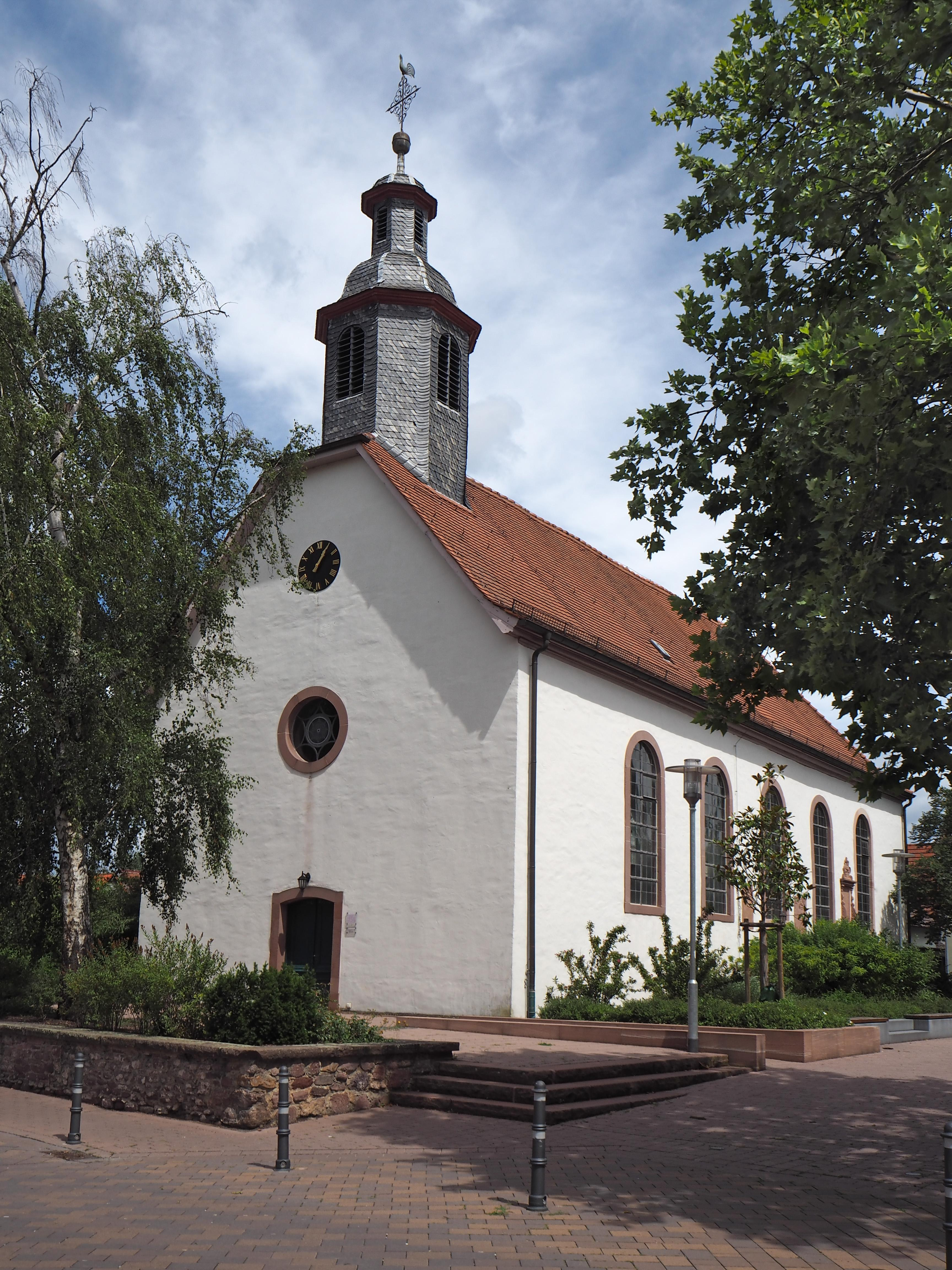
Evangelische Kirche (Mörfelden)

Die Evangelische Kirche Mörfelden ist ein denkmalgeschütztes Kirchengebäude, das in Mörfelden steht, einer Teilstadt von Mörfelden-Walldorf im Kreis Groß-Gerau in Hessen. Die Kirchengemeinde gehört zum Dekanat Groß-Gerau-Rüsselsheim in der Propstei Starkenburg der Evangelischen Kirche in Hessen und Nassau.

## Beschreibung
Die barocke Saalkirche mit vier Achsen wurde 1729/30 nach Plänen von Wilhelm Vornberger auf den Resten eines Vorgängerbaus aus dem 14. Jahrhundert errichtet. Sie wurde am 18. Juni 1730 eingeweiht. Wegen des Einbaus einer Orgel musste sie 1827 um eine Achse nach Osten verlängert werden. Außerdem wurde sie mit einem Chor mit dreiseitigem Schluss, der Empore für die Orgel und einer neuen Sakristei versehen. Die Orgel im Chor hinter der Kanzel auf der Empore hat 22 Register, 2 Manuale und ein Pedal. Sie wurde 1983 von der Alexander Schuke Potsdam Orgelbau gebaut. Der Orgelprospekt stammt von Johann Hartmann Bernhard. Aus dem Satteldach des Kirchenschiffs erhebt sich im Westen ein achteckiger, schiefergedeckter Dachreiter, der hinter den Klangarkaden den Glockenstuhl beherbergt. In ihm hängen heute vier Kirchenglocken, die 1953 von der Glocken- und Kunstgießerei Rincker gegossen wurden. Der Dachreiter ist mit einer glockenförmigen Haube bedeckt, die mit einer Laterne bekrönt ist. Der Innenraum ist mit einer bemalten Holzdecke überspannt, in deren Mitte sich das Monogramm von Ludwig VIII. von Hessen-Darmstadt befindet. Von der schlichten Kirchenausstattung hebt sich der barocke Taufengel ab.